# Upplands runinskrifter Fv1969;305
Upplands runinskrifter Fv1969;305 är ett vikingatida runstensfragment av granit i Yttergrans kyrka, Yttergrans socken och Håbo kommun. Fragmentet hittades vid en restaurering 1968. Runstensfragmentets mått är 43 x 25 x 11 centimeter. Runornas höjd är 8 centimeter. Ristningen är  mestadels djup och jämn. Fragmentet förvaras nu i kyrkans sakristia.

## Inskriften
Translitterering av runraden:
... uiþ(b)... ...a...
Normalisering till runsvenska:
... Viðb[iorn](?) ...
Översättning till nusvenska:
... Vidbjörn(?)...